# Визволення Скоп'є
«Визволення Скоп'є» (мак. Ослободување на Скопје) — міжнародно-спродюсований військово-драматичний фільм, знятий Данилом Сербедзіджа і Раде Шербеджія. Світова прем'єра стрічки відбулась 13 липня 2016 року на Пульському міжнародному кінофестивалі. Фільм розповідає про 8-річного хлопчика, який стає свідком окупації Скоп'є нацистами в 1942 році.
Фільм був висунутий Македонією на премію «Оскар» за найкращий фільм іноземною мовою.

## У ролях
| Актор              | Роль          |
| ------------------ | ------------- |
| Давид Тодосовський | Зоран         |
| Деніз Абдула       | Бейл          |
| Небойша Глоговац   | Душан         |
| Деян Лілич         |               |
| Владо Йовановський | доктор Василь |